# 加藤綾乃
加藤 綾乃（かとう あやの、2006年〈平成18年〉8月31日 - ）は、日本のグラビアアイドル。東京都出身。ディジーバード所属。愛称は、あやのん・かとちゃん。

## 略歴
赤ちゃんモデルとしてTV出演や、キッズモデルとして東京コレクションに出演するなど幼少期より芸能活動をしていた。
2023年5月、『ミスマガジン2023』ベスト16に選出され、同年8月29日、ミスマガジン2023審査員特別賞を受賞。
ミスマガジンとしてのグラビア活動以外にも舞台出演など、精力的に活動している。
2025年1月1日、YouTubeチャンネル開設。
2025年3月31日、契約満了に伴いエーライツを退所し、ディジーバードに移籍を発表した。

## 人物
- 趣味は華道・ゴルフ・ショッピング。[2]
- ゴルフは家族とラウンドするなど楽しんでいるが、スコアはまだ内緒。
- 特技は射的・キックボクシング[2]で、ミスマガジン2023ベスト16お披露目イベントではマイグローブ持参でハイキックを披露した。[動画 1]
- 好きな動物は、イヌとネコ。イヌはトイプードル2匹とチワプー1匹、ネコはアメリカンショートヘアを飼っている。[6]
- 好きな食べ物はお肉やラーメンなどガツンとしたもの。ラーメンなら二郎系が1番好き。[6]
- ゴルフ好きの家庭で育ったため趣味はゴルフで、その縁でゴルフ情報サイト『ALBA Net』が運営するYouTubeチャンネル『ALBA TV』の企画で司会進行を務めている。また、3歳年下の弟は高校ゴルフの全国大会常連校で石川遼など多数のプロゴルファーを輩出した名門、「杉並学院高等学校ゴルフ部」に在籍するほどの腕前である[動画 2]。

## 出演

### 映画
- 代々木ジョニーの憂鬱な放課後（2025年公開予定）[7] - バタコさん 役

### 舞台
- フライドBALL企画vol.66『Funkyナース〜きばらんか！〜』（2024年8月8日 - 12日、シアターBRATS）[8] - Aチーム主演・寺脇茉莉 役
- NOVA.companyプロデュース『ISHIN-医新-』（2025年8月27日 - 31日〈予定〉、六行会ホール）[9]

### TV
- 「いないいないばあっ!」（2008年、NHK教育テレビジョン） - 子役の赤ちゃん

### ラジオ
- #ラジオのら（2023年6月 - 、stand.fm）
- 講談社 presents ミスマガ放課後RADIO!（2023年9月7日 - 2024年8月15日、渋谷クロスFM）[10] - ミスマガジン2023

### イベント
- ニコ☆プチガールズコレクション2017（2017年4月30日、ビッグサイトTFTホール）
- ランチャレ！2017（2017年7月16日、ヴィーナスフォート）
- アマゾン ファッション ウィーク東京（2017年10月18日、渋谷ヒカリエ ヒカリエホールB）[3]
- JSガールフェスティバル2017（2017年12月26日、山野ホール）
- ニコ☆プチガールズコレクション2018（2018年4月28日、ビッグサイトTFTホール）
- ランチャレ！2018（2018年6月3日、ヴィーナスフォート）
- ニコ☆プチガールズコレクション2019（2019年4月28日、ビッグサイトTFTホール）
- ミスマガジン2023ベスト16お披露目イベント（2023年5月9日、都内某所）[4] - ミスマガジン2023ベスト16
- ミスマガジン2023グランプリ発表イベント（2023年8月29日、都内某所）[5] - ミスマガジン2023
- #ラジオのら - SPECIAL EVENT SUMMER 2023 -（2023年8月31日、TIME SHARING 渋谷神南3A）
- #ラジオのら - SPECIAL EVENT VALENTINE 2024 -（2024年2月15日、TIME SHARING 渋谷ワールド宇田川ビル 9A）
- ミスマガジン2024ベスト16お披露目イベント（2024年5月14日、都内某所）[11] - ミスマガジン2023,ミスマガジン2024ベスト16
- #ラジオのら - 放送200回記念SPトークイベント -（2024年6月30日、TIME SHARING 渋谷東口 渋谷TRビル2F）
- 加藤綾乃ソロイベント（2024年6月22日、サンフォレスト神南MORITAビル1階）
- 「さよならエリュマントス」Blu-ray発売記念 ＆「代々木ジョニーの憂鬱な放課後」クランクイン直前 トークライブ feat.ミスマガジン2022-2023（2024年8月15日、Loft9 Shibuya）[12] - ミスマガジン2022,ミスマガジン2023
- ミスマガジン2024グランプリ発表イベント（2024年8月28日、都内某所）[13] - ミスマガジン2023,ミスマガジン2024
- あやのん 18th BIRTHDAY EVENT（2024年8月31日、Holz原宿-E）
- #ラジオのら - SPトークイベント2024 Summer -（2024年9月7日、TIME SHARING 渋谷東口 渋谷TRビル2F）
- 近代麻雀水着祭2024ファイナル（2024年9月21,23日、しらこばと水上公園）[14][15] - 21日：「bis×PEAK&PINE」SPECIAL STAGE,23日：ファッションショーMC
- A-LIGHT Presents 〜お月見トーク&ライブイベント〜（2024年10月6日、原宿ストロボカフェ）
- 「違う惑星の変な恋人」Blu-ray発売記念 ＆「代々木ジョニーの憂鬱な放課後」クランクアップ記念イベント Night Falls On KCU #1（2024年10月15日、Loft9 Shibuya）[16] - ミスマガジン2023
- #ラジオのら - HALLOWEEN PARTY 2024 -（2024年10月27日、TIME SHARING 渋谷東口 渋谷TRビル2F）
- #ラジオのら - CHRISTMAS PARTY 2024 -（2024年12月21日、TIME SHARING 新宿御苑 東弥ビル5F）
- 「代々木ジョニーの憂鬱な放課後」クラウドファンディング支援者向け完成披露試写（2025年1月26日、ユーロライブ） - ミスマガジン2023
- Valentine Event（2025年2月17日開催予定、PARLOUR「SPIRAL」）

### 動画
- 君の最推しを決めろ!ミスマガジン2023ベスト16発表記念 スペシャルLIVE!!（2023年5月9日、YouTube）[動画 3] - ミスマガジン2023ベスト16
- 二人の絆が勝負のカギ！群雄割拠の芸能界を生き残れ！ミスマガサバイバル！（2023年8月29日、YouTube）[動画 4] - ミスマガジン2022,ミスマガジン2023
- 君の最推しを決めろ！ミスマガジン2024 ベスト16発表記念 YouTube Live（2024年5月14日、YouTube）[動画 5] - ミスマガジン2023,ミスマガジン2024ベスト16
- 『ミスマガジン2024 グランプリ発表記念 スペシャルYouTube Live』（2024年8月28日、YouTube）[動画 6] - ミスマガジン2023,ミスマガジン2024
- ザ・ヒロインバトル 『2025全米女子オープン出場・池羽陽向vs元日本代表・飯島早織の対決！』（2025年8月1日、YouTube）[動画 2] - ALBA TV ※ 司会進行
- ザ・ヒロインバトル 『ネクストヒロイン実力者！池羽陽向vs飯島早織の対決！』（2025年8月15日、YouTube）[動画 7] - ALBA TV ※ 司会進行

### その他
- 『ニコ☆プチ』スーパー読者モデル（2018年）
- LARMEteens 1期生（2020年）
- マイナビティーンズ 8期生（2022年 - ）

## 作品

### 雑誌
- 週刊ヤングマガジン（講談社）
  - 2023年24号（2023年5月15日、撮影：大藪達也）[17] - 表紙・ミスマガジン2023ベスト16
  - 2023年25号（2023年5月22日、撮影：大藪達也）[18] - ミスマガジン2023ベスト16
  - 2023年40号（2023年9月4日、撮影：藤本和典,カノウリョウマ）[19] - 表紙・巻頭・ミスマガジン2023
  - 2023年41号（2023年9月11日、撮影：藤本和典,カノウリョウマ） - ミスマガジン2023
  - 2024年4・5号（2023年12月25日、撮影：LUCKMAN）[20] - 表紙・巻頭・ミスマガジン2023
  - 2024年12号（2024年2月19日、撮影：LUCKMAN）[21] - 表紙・巻頭・一ノ瀬瑠菜,加藤綾乃,吉井しえる
  - 2024年36・37号（2024年8月5日、撮影：Takeo Dec.）[22] - 表紙・巻頭・ミスマガジン2023
  - 2025年2・3号（2024年12月9日、撮影：LUCKMAN）[23][24] - ミスマガジン2023

- 月刊ヤングマガジン（講談社）
  - 2023年10月6日号増刊（2023年9月20日、撮影：藤本和典,カノウリョウマ） - 表紙・巻頭・ミスマガジン2023
  - 2024年4月6日号増刊（2024年3月18日、撮影：LUCKMAN）[25] - 一ノ瀬瑠菜,加藤綾乃,吉井しえる
  - 2025年1月6日号増刊（2024年12月20日、撮影：Takeo Dec.） - 特別付録DVDのみ・ミスマガジン2023

- BOMB Love Special（ワン・パブリッシング）
  - 2024 #1（2024年4月23日、撮影：根本好伸）[26]
  - 2024 #3（2024年11月26日、撮影：矢西誠二）[27][28]

- BOMB（ワン・パブリッシング）
  - 2024年6月号（2024年5月9日、撮影：根本好伸）[29]
  - 2025年1月号（2024年12月9日、撮影：矢西誠二）[30]

- bis（光文社）
  - 2024年秋号（2024年8月30日、撮影：榊原裕一）[31]

- ヤングガンガン（スクウェア・エニックス）
  - 2025年13号（2025年6月20日、撮影：U-YA）

### デジタル写真集
- ヤンマガアザーっす！（講談社）
  - ミスマガジン2023 1&2 ＜YM2023年40号・41号未公開カット＞（2023年11月3日、撮影：藤本和典,カノウリョウマ）[32] - ミスマガジン2023
  - ミスマガジン2023 ＜YM2024年4/5号未公開カット＞（2024年2月2日、撮影：LUCKMAN）[33] - ミスマガジン2023
  - 一ノ瀬瑠菜 加藤綾乃 吉井しえる（ミスマガジン2023）＜YM2024年12号未公開カット＞（2024年4月12日、撮影：LUCKMAN）[34] - 一ノ瀬瑠菜,加藤綾乃,吉井しえる
  - ミスマガジン2023 ＜YM2024年36/37号未公開カット＞（2024年10月18日、撮影：Takeo Dec.）[35] - ミスマガジン2023
  - 一ノ瀬瑠菜 加藤綾乃 吉井しえる 尾茂井奏良 大西陽羽 古田彩仁 ＜YM2025年2/3号未公開カット＞（2025年3月14日、撮影：LUCKMAN）[36] - 一ノ瀬瑠菜,加藤綾乃,吉井しえる,尾茂井奏良,大西陽羽,古田彩仁

- ミスマガのアソビバ！（講談社）
  - 加藤綾乃 ミスマガジン2023ソログラビアSP！5（2023年12月29日、撮影：藤本和典,カノウリョウマ）[37]
  - 加藤綾乃 ミスマガジン2023×食欲（2024年1月12日、撮影：岡本武志）[38]
  - 加藤綾乃 もしミスマガがメイドだったら!?（2024年2月9日、撮影：桑島智輝）[39]
  - 加藤綾乃 ミスマガのメンバーがフィットネスに挑戦！（2024年3月15日、撮影：西村康）[40]
  - 加藤綾乃 レトログラビア（2024年5月3日、撮影：岡本武志）[41]
  - 加藤綾乃 「スパイ&アサシン」（2024年6月14日、撮影：まくらあさみ）[42]
  - 加藤綾乃 雨の日の過ごし方（2024年8月2日、撮影：高橋慶佑）[43]
  - 加藤綾乃 なつやすみ！（2024年9月6日、撮影：U-YA）[44]
  - 加藤綾乃 2023未公開傑作選SP！（2024年10月4日、撮影：岡本武志,西村康,U-YA,高橋慶佑,まくらあさみ,桑島智輝）[45]

### 楽曲
- 『DanDanキラリ』（2024年5月14日、作詞：カイザー恵理菜,作曲：吉岡大地,編曲：井尻希樹(agehasprings Party)）[46] - ミスマガジン2023

### 動画
1. ↑  加藤綾乃、東京出身16歳　ハイキックでアピール：「ミスマガジン2023」ベスト16 - YouTube（2023年5月19日公開）2024年10月28日閲覧。
2. 1 2  2025全米女子オープン出場・池羽陽向vs元日本代表・飯島早織の対決！ - YouTube （2025年8月1日公開）2025年8月18日閲覧。
3. ↑  君の最推しを決めろ!ミスマガジン2023ベスト16発表記念 スペシャルLIVE!! - YouTube（2023年5月9日公開）2024年9月8日閲覧。
4. ↑  二人の絆が勝負のカギ！群雄割拠の芸能界を生き残れ！ミスマガサバイバル！ - YouTube（2023年8月29日公開）2024年9月8日閲覧。
5. ↑  君の最推しを決めろ！ミスマガジン2024 ベスト16発表記念 YouTube Live - YouTube（2024年5月14日公開）2024年9月8日閲覧。
6. ↑  『ミスマガジン2024 グランプリ発表記念 スペシャルYouTube Live』 - YouTube（2024年8月28日公開）2024年9月8日閲覧。
7. ↑  ザ・ヒロインバトル 『ネクストヒロイン実力者！池羽陽向vs飯島早織の対決！』 - YouTube（2025年8月15日公開）2025年8月18日閲覧。